# Балбырауын (кюй)
«Балбырауын» — кюй, который является драгоценным наследием Курмангазы. Этот кюй был исполнен Охапом Кабигожиным. Кюй наполнен накалом пламени огня, гремящими порывами и энергией, возбуждающей интерес. В 1936 году композитор Брусиловкий использовал кюй «Балбырауын» для финального танца оперы «Ер Таргын» в исполнении 40 человек. После этого он внес её в часть «Скерцо» своей симфонии-сюиты «Сарыарка». В 1938 году кюй был использован в части «Скерцо» симфонии «Қайта туған Қазақстан».

## История возникновения
Этот кюй является одним из произведений Курмангазы, написанных в период его молодости. Согласно некоторым данным, первоначально он был назван «Балбыр ауан». После этого кюй претерпел звуковые изменения. Значение названия: расплавляющая внутренний мир, где-то успокоивающая, где-то высвобождающая, лишающая свободы заливистая музыка. Истинность этого мнения доказывается таким образом: в казахском языке произносятся как твердые, так и мягкие звуки: «ауан» или «әуен», «қары» или «кәрі», «ауада» или «әуеде» и т.д.